# Stanley Johnson (koszykarz)
Stanley Herbert Johnson Jr (ur. 29 maja 1996 w Anaheim) – amerykański koszykarz, występujący na pozycji niskiego skrzydłowego, od 2023 zawodnik Sioux Falls Skyforce.
W 2014 wystąpił w meczu wschodzących gwiazd – Nike Hoop Summit oraz McDonald’s All-American.
7 lutego 2019 dołączył w wyniku transferu do New Orleans Pelicans. 10 lipca 2019 został zawodnikiem Toronto Raptors.
8 grudnia 2021 zawarł 10-dniową umowę z Chicago Bulls. 24 grudnia 2021 podpisał 10-dniowy kontrakt z Los Angeles Lakers. 6 stycznia 2022 zawarł kolejną, identyczną umowę z klubem, a 17 stycznia trzecią z rzędu. 12 grudnia 2022 został zawodnikiem San Antonio Spurs. 14 lutego 2023 dołączył do Sioux Falls Skyforce.

## Osiągnięcia

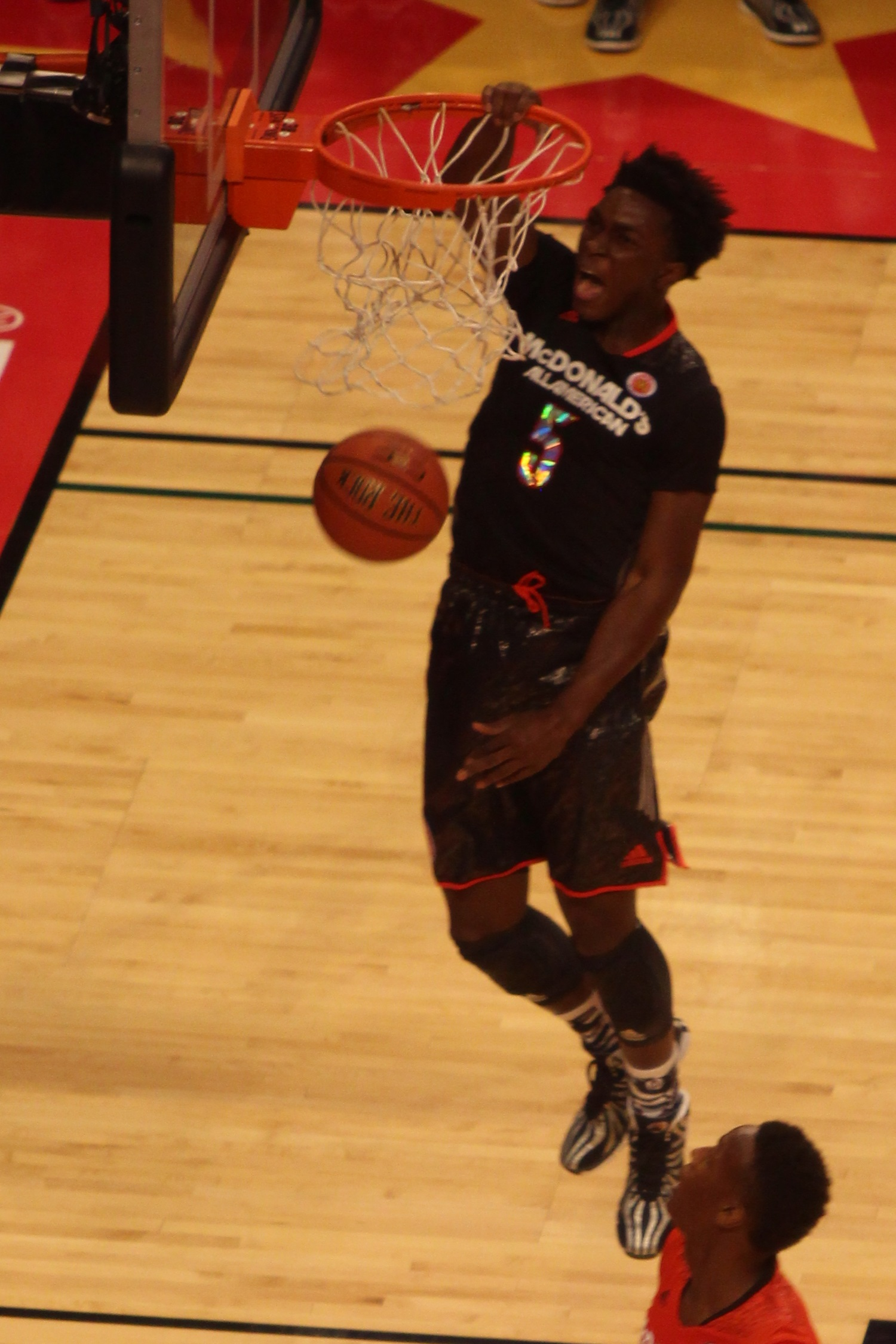
Johnson podczas McDonald’s All-American Game (2014).

Stan na 27 października 2023, na podstawie, o ile nie zaznaczono inaczej.
NCAA
- Uczestnik rozgrywek Elite 8 turnieju NCAA (2015)
- Mistrz:
  - turnieju konferencji Pac-12 (2015)
  - sezonu regularnego Pac-12 (2015)
- Najlepszy pierwszoroczny zawodnik Pac-12 (2015)[13]
- MVP turnieju Maui Invitational (2015)
- Niski Skrzydłowy Roku im. Juliusa Ervinga (2015)[14]
- Zaliczony do:
  - I składu:
    - Pac-12 (2015)
    - turnieju:
      - Pac-12 (2015)
      - Maui Invitational (2015)

    - najlepszych pierwszorocznych zawodników Pac-12 (2015)

  - III składu All-American (2015 przez NABC, USA Today)

Reprezentacja
- Mistrz:
  - świata U–17 (2012)
  - Ameryki:
    - U–16 (2011)
    - U–18 (2014)
- MVP:
  - mistrzostw Ameryki U–18 (2014)
  - turnieju Nike Global Challenge (2013)
- Zaliczony do I składu turnieju NIKE Global Challenge (2013)